# Casinaria natashae
Casinaria natashae är en stekelart som beskrevs av Maheshwary och Gupta 1977. Casinaria natashae ingår i släktet Casinaria och familjen brokparasitsteklar. Inga underarter finns listade.